# Saison 1967-1968 des Celtics de Boston
La saison 1967-1968 des Celtics de Boston est la 22e saison de basket-ball de la franchise américaine de la National Basketball Association (généralement désignée par le sigle NBA).
Les Celtics jouent toutes leurs rencontres à domicile au Boston Garden. Entraînée par Bill Russell, qui est également dans le cinq majeur de l'équipe, l'équipe termine seconde de la saison régulière de la Division Est.
Les Celtics gagnent leur 10e titre NBA en battant en finale les Lakers de Los Angeles quatre victoires à deux.

## Draft
| Tour | Choix | Joueur        | Poste | Nationalité | Provenance   |
| ---- | ----- | ------------- | ----- | ----------- | ------------ |
| 1    | 11    | Mal Graham    | G     | États-Unis  | NYU          |
| 10   | 110   | Rick Weitzman | G     | États-Unis  | Northeastern |

## Classement de la saison régulière
| Division Est          | V  | D  | PCT  | GB |
| --------------------- | -- | -- | ---- | -- |
| 76ers de Philadelphie | 62 | 20 | 75.6 | -  |
| Celtics de Boston     | 54 | 28 | 65.9 | 8  |
| Knicks de New York    | 43 | 39 | 52.4 | 19 |
| Pistons de Détroit    | 40 | 42 | 48.8 | 22 |
| Royals de Cincinnati  | 39 | 43 | 47.6 | 23 |
| Bullets de Baltimore  | 36 | 46 | 43.9 | 26 |

## Effectif
| Effectif des Celtics de Boston 1967-1968 |
| --- |
| 6 Bill Russell • 11 Mal Graham • 12 Tom Thacker • 16 Tom Sanders • 17 John Havlicek • 18 Bailey Howell • 19 Don Nelson • 20 Larry Siegfried • 24 Sam Jones • 26 Rick Weitzman • 27 Johnny Jones • 28 Wayne EmbryEntraîneur : Bill Russell |

## Campagne de playoffs

### Demi-finale de Division
(2) Celtics de Boston vs. (4) Pistons de Détroit : Boston remporte la série 4-2
- Game 1 @ Boston : Boston 123, Détroit 116
- Game 2 @ Détroit : Détroit 126, Boston 116
- Game 3 @ Boston : Détroit 109, Boston 98
- Game 4 @ Détroit : Boston 135, Détroit 110
- Game 5 @ Boston : Boston 110, Détroit 96
- Game 6 @ Détroit : Boston 111, Détroit 103

### East Division Finals
(1) 76ers de Philadelphie vs. (2) Celtics de Boston : Boston remporte la série 4-3
- Game 1 @ Philadelphie : Boston 127, Philadelphie 118
- Game 2 @ Boston : Philadelphie 115, Boston 106
- Game 3 @ Philadelphie : Philadelphie 122, Boston 114
- Game 4 @ Boston : Philadelphie 110, Boston 105
- Game 5 @ Philadelphie : Boston 122, Philadelphie 104
- Game 6 @ Boston : Boston 114, Philadelphie 106
- Game 7 @ Philadelphie : Boston 100, Philadelphie 96

### Finales NBA
(E2) Celtics de Boston vs. (W2) Lakers de Los Angeles : Boston remporte les Finales 4-2

#### Tableau
|                       | Match 1 | Match 2 | Match 3 | Match 4 | Match 5 | Match 6 | Score final |
| Celtics de Boston     | 107     | 113     | 127     | 105     | 120     | 124     | 4           |
| Lakers de Los Angeles | 101     | 123     | 119     | 118     | 117     | 109     | 2           |

Les scores en couleur représentent l'équipe à domicile. Le score du match en gras est le vainqueur du match.

#### Match 1
| 21 avril 1968 | Rapport | Lakers de Los Angeles 101, Celtics de Boston 107   | Lakers de Los Angeles 101, Celtics de Boston 107 | Lakers de Los Angeles 101, Celtics de Boston 107 |  | Boston Garden, Boston Affluence : 9 546 |
| 21 avril 1968 | Rapport | Score par quart-temps : 28-29, 33-19, 44-33, 16-26 |                                                  |                                                  |  | Boston Garden, Boston Affluence : 9 546 |
| 21 avril 1968 | Rapport | Jerry West 25                                      | Points                                           | Bailey Howell 20                                 |  | Boston Garden, Boston Affluence : 9 546 |
| 21 avril 1968 | Rapport | Boston mène la série 1 à 0                         |                                                  |                                                  |  | Boston Garden, Boston Affluence : 9 546 |

#### Match 2
| 24 avril 1968 | Rapport | Lakers de Los Angeles 123, Celtics de Boston 113   | Lakers de Los Angeles 123, Celtics de Boston 113 | Lakers de Los Angeles 123, Celtics de Boston 113 |  | Boston Garden, Boston Affluence : 14 780 |
| 24 avril 1968 | Rapport | Score par quart-temps : 28-27, 26-27, 36-27, 33-32 |                                                  |                                                  |  | Boston Garden, Boston Affluence : 14 780 |
| 24 avril 1968 | Rapport | Jerry West 35                                      | Points                                           | John Havlicek 24                                 |  | Boston Garden, Boston Affluence : 14 780 |
| 24 avril 1968 | Rapport | Égalité dans la série 1 à 1                        |                                                  |                                                  |  | Boston Garden, Boston Affluence : 14 780 |

#### Match 3
| 26 avril 1968 | Rapport | Celtics de Boston 127, Lakers de Los Angeles 119   | Celtics de Boston 127, Lakers de Los Angeles 119 | Celtics de Boston 127, Lakers de Los Angeles 119 |  | Green Western Forum, Inglewood Affluence : 17 011 |
| 26 avril 1968 | Rapport | Score par quart-temps : 36-28, 33-34, 34-25, 24-32 |                                                  |                                                  |  | Green Western Forum, Inglewood Affluence : 17 011 |
| 26 avril 1968 | Rapport | John Havlicek 27                                   | Points                                           | Jerry West 33                                    |  | Green Western Forum, Inglewood Affluence : 17 011 |
| 26 avril 1968 | Rapport | Boston mène la série 2 à 1                         |                                                  |                                                  |  | Green Western Forum, Inglewood Affluence : 17 011 |

#### Match 4
| 28 avril 1968 | Rapport | Celtics de Boston 105, Lakers de Los Angeles 118   | Celtics de Boston 105, Lakers de Los Angeles 118 | Celtics de Boston 105, Lakers de Los Angeles 118 |  | Green Western Forum, Inglewood Affluence : 17 141 Arbitres : = |
| 28 avril 1968 | Rapport | Score par quart-temps : 21-26, 23-26, 31-28, 30-38 |                                                  |                                                  |  | Green Western Forum, Inglewood Affluence : 17 141 Arbitres : = |
| 28 avril 1968 | Rapport | Bailey Howell 24                                   | Points                                           | Jerry West 38                                    |  | Green Western Forum, Inglewood Affluence : 17 141 Arbitres : = |
| 28 avril 1968 | Rapport | Égalité dans la série 1 à 1                        |                                                  |                                                  |  | Green Western Forum, Inglewood Affluence : 17 141 Arbitres : = |

#### Match 5
| 30 avril 1968 | Rapport | Lakers de Los Angeles 117, Celtics de Boston 120              | Lakers de Los Angeles 117, Celtics de Boston 120 | Lakers de Los Angeles 117, Celtics de Boston 120 | OT | Boston Garden, Boston Affluence : 14 780 |
| 30 avril 1968 | Rapport | Score par quart-temps : 20-34, 34-22, 18-30, 36-22, OT : 9-12 |                                                  |                                                  | OT | Boston Garden, Boston Affluence : 14 780 |
| 30 avril 1968 | Rapport | Jerry West 35                                                 | Points                                           | John Havlicek 31                                 | OT | Boston Garden, Boston Affluence : 14 780 |
| 30 avril 1968 | Rapport | Boston mène la série 3 à 2                                    |                                                  |                                                  | OT | Boston Garden, Boston Affluence : 14 780 |

#### Match 6
| 2 mai 1968 | Rapport | Celtics de Boston 124, Lakers de Los Angeles 109                     | Celtics de Boston 124, Lakers de Los Angeles 109 | Celtics de Boston 124, Lakers de Los Angeles 109 |  | Green Western Forum, Inglewood Affluence : 17 392 Arbitres : = |
| 2 mai 1968 | Rapport | Score par quart-temps : 35-28, 35-22, 24-28, 30-31                   |                                                  |                                                  |  | Green Western Forum, Inglewood Affluence : 17 392 Arbitres : = |
| 2 mai 1968 | Rapport | John Havlicek 40                                                     | Points                                           | Elgin Baylor 28                                  |  | Green Western Forum, Inglewood Affluence : 17 392 Arbitres : = |
| 2 mai 1968 | Rapport | Boston gagne la série 4 à 2 et obtient un 10e titre de champion NBA. |                                                  |                                                  |  | Green Western Forum, Inglewood Affluence : 17 392 Arbitres : = |

## Statistiques

### Saison régulière
| Joueur          | Matchs | Min./m. | % Tir | % LF | Rbds/m. | Pass/m. | Pts/m. |
| --------------- | ------ | ------- | ----- | ---- | ------- | ------- | ------ |
| Wayne Embry     | 78     | 13.9    | .400  | .589 | 4.1     | 0.7     | 6.3    |
| Mal Graham      | 48     | 16.4    | .430  | .636 | 2.0     | 1.3     | 6.0    |
| John Havlicek   | 82     | 35.6    | .429  | .812 | 6.7     | 4.7     | 20.7   |
| Bailey Howell   | 82     | 34.2    | .481  | .727 | 9.8     | 1.6     | 19.8   |
| Johnny Jones    | 51     | 9.3     | .340  | .618 | 2.2     | 0.5     | 4.2    |
| Sam Jones       | 73     | 33.0    | .461  | .827 | 4.9     | 3.0     | 21.3   |
| Don Nelson      | 82     | 18.3    | .494  | .728 | 5.3     | 1.3     | 10.0   |
| Bill Russell    | 78     | 37.9    | .425  | .537 | 18.6    | 4.6     | 12.5   |
| Tom Sanders     | 78     | 25.4    | .428  | .784 | 5.8     | 1.3     | 10.2   |
| Larry Siegfried | 62     | 31.2    | .415  | .868 | 3.5     | 4.7     | 12.2   |
| Tom Thacker     | 65     | 12.0    | .419  | .512 | 2.5     | 1.1     | 4.2    |
| Rick Weitzman   | 25     | 3.0     | .261  | .692 | 0.4     | 0.3     | 1.3    |

### Playoffs
| Joueur          | Matchs | Min./m. | % Tir | % LF | Rbds/m. | Pass/m. | Pts/m. |
| --------------- | ------ | ------- | ----- | ---- | ------- | ------- | ------ |
| Wayne Embry     | 16     | 10.1    | .390  | .448 | 2.8     | 0.4     | 3.7    |
| Mal Graham      | 5      | 4.4     | .400  | .333 | 0.8     | 0.2     | 1.0    |
| John Havlicek   | 19     | 45.4    | .452  | .828 | 8.6     | 7.5     | 25.9   |
| Bailey Howell   | 19     | 31.4    | .511  | .692 | 7.7     | 1.2     | 18.1   |
| Johnny Jones    | 5      | 2.0     | .500  |      | 0.8     | 0.0     | 1.2    |
| Sam Jones       | 19     | 36.1    | .441  | .786 | 3.4     | 2.6     | 20.5   |
| Don Nelson      | 19     | 24.6    | .520  | .743 | 7.5     | 1.7     | 12.5   |
| Bill Russell    | 19     | 45.7    | .409  | .585 | 22.8    | 5.2     | 14.4   |
| Tom Sanders     | 14     | 20.6    | .505  | .762 | 4.5     | 0.9     | 8.3    |
| Larry Siegfried | 19     | 28.2    | .388  | .906 | 2.6     | 2.9     | 12.3   |
| Tom Thacker     | 17     | 4.8     | .292  | .286 | 1.0     | 0.5     | 0.9    |
| Rick Weitzman   | 3      | 1.7     | .667  |      | 0.3     | 0.3     | 1.3    |

## Récompenses
- Bill Russell, All-NBA Second Team
- John Havlicek, All-NBA Second Team